# ゾルタン・ケバゴ
ゾルタン・ケバゴ（Zoltán Kővágó、1979年4月10日 - ）は、ハンガリーの陸上競技選手。2004年アテネオリンピックの銀メダリストである。ヤース・ナジクン・ソルノク県ソルノク出身。

## 経歴
ケバゴは、1997年にスロベニアのリュブリャナで開催されたヨーロッパジュニア選手権の円盤投で、イギリスのエメカ・ウデチュク、ドイツのパトリック・スタングに次いで3位となり銅メダルを獲得。翌年には、フランスのアネシーの世界ジュニア選手権で、59m36で金メダルを獲得した。
しかし、オリンピック初出場となった、2000年のシドニーオリンピックでは、予選で3回の試技のいずれでも記録を残せず、予選敗退となった。
2回目のオリンピックとなった、2004年アテネオリンピックでは、67m04の自己ベストを記録。3位となりメダルが確定した。その後、同じハンガリーの選手で、1位だったローベルト・ファゼカシュが薬物違反で失格となったため、ケバゴは銀メダルを獲得した。
ケバゴは、その後、大きな国際大会では入賞することができなかったが、2009年のベルリンで開催された世界選手権では65m17で6位となり、久々に入賞を果たした。

## 主な実績
| 年   | 大会                               | 場所                     | 種目   | 結果    | 記録  |
| ---- | ---------------------------------- | ------------------------ | ------ | ------- | ----- |
| 1997 | ヨーロッパジュニア陸上選手権       | リュブリャナ(スロベニア) | 円盤投 | 3位     | 52m90 |
| 1998 | 世界ジュニア陸上選手権             | アネシー(フランス)       | 円盤投 | 1位     | 59m36 |
| 2000 | オリンピック                       | シドニー(オーストラリア) | 円盤投 | NM (q)  | -     |
| 2001 | 世界陸上選手権                     | エドモントン(カナダ)     | 円盤投 | 20位(q) | 58m42 |
| 2002 | ヨーロッパ陸上選手権               | ミュンヘン(ドイツ)       | 円盤投 | 7位     | 63m63 |
| 2003 | 世界陸上選手権                     | パリ(フランス)           | 円盤投 | 19位(q) | 61m31 |
| 2004 | オリンピック                       | アテネ(ギリシャ)         | 円盤投 | 2位     | 67m04 |
| 2004 | IAAFワールドアスレチックファイナル | モンテカルロ(モナコ)     | 円盤投 | 2位     | 64m09 |
| 2005 | 世界陸上選手権                     | ヘルシンキ(フィンランド) | 円盤投 | 10位    | 62m94 |
| 2005 | IAAFワールドアスレチックファイナル | モンテカルロ(モナコ)     | 円盤投 | 3位     | 65m65 |
| 2007 | 世界陸上選手権                     | 大阪(日本)               | 円盤投 | 9位     | 63m04 |
| 2008 | オリンピック                       | 北京(中国)               | 円盤投 | 21位(q) | 60m79 |
| 2009 | 世界陸上選手権                     | ベルリン(ドイツ)         | 円盤投 | 6位     | 65m17 |

- qは予選